# Процена броја становника у Босни и Херцеговини 1996.
Непосредно након завршетка ратних сукоба у Босни и Херцеговини  је извршио процену становништва на основу стања на терену, на њеној целокупној територији (у пролеће 1996. године). На инсистирање државних органа БиХ овај попис није имао статус званичног (власти у Сарајеву су сматрале да би званичан статус овог пописа становништва заправо представљао „озакоњавање“ етничког чишћења), али је без обзира на легални контекст попис у сваком погледу био јасан показатељ демографских промена које су се одиграле на терену услед рата у БиХ (и делимично рата у суседној Хрватској).
Реконструкција бројчаног и етничког састава из 1991. године по ентитетима је добијена пројекцијом територије ентитета на предратно стање (види карту десно). Ситуација из 1996. године (као и она из 1991. године) одражава стање пре успостављања Дистрикта Брчко. Током уношења тадашњег места боравка, појединци су током пописа упитани да ли желе да трајно остану на тренутном месту боравка, или желе да се врате у места у којима су живели пре рата (у случају да су избеглице).
Зарад што целовитије слике послератног стања, попис UNHCR-a је имао и екстратериторијалну компоненту која је укључивала попис избеглих из БиХ који су се налазили у другим државама. На пример, UNHCR је 1996. године симултано извршио и попис избеглица из БиХ (и Хрватске) које су се налазиле у Савезној Републици Југославији уз сарадњу локалних власти СРЈ. UNHCR од 1996. године (односно од почетног пописа) прати бројно стање становништва у свим деловима БиХ и објављује промене у годишњаку под називом "UNHCR Statistical Yearbook Country Data Sheets - Bosnia and Herzegovina". На овај начин БиХ има од 1996. године најконцизнију статистику становништва у региону (ако не и у читавој Европи), мада је приступ јавности статистичким подацима отежан због њихове политичке осетљивости.